# Warrens (Barbados)
Warrens é uma cidade da paróquia de Saint Michael, em Barbados. É uma das áreas de mais rápido desenvolvimento do país .